# Resolució 1772 del Consell de Seguretat de les Nacions Unides
La Resolució 1772 del Consell de Seguretat de les Nacions Unides fou adoptada per unanimitat el 20 d'agost de 2007. Recordant les resolucions anteriors relatives a la situació a Somàlia, en particular la Resolució 1744 (2007), el Consell estén el mandat de la Missió de la Unió Africana a Somàlia per un període de sis mesos.

## Detalls
Sota el capítol VII de la Carta de les Nacions Unides, el Consell autoritza a la Unió Africana que mantingui el funcionament de la Missió a Somàlia durant sis mesos més, i a que adopti totes les mesures necessàries per donar suport al diàleg i la reconciliació en aquest país, ajudant-se de la lliure circulació, el pas segur i la protecció de tots els implicats amb el Congrés de Reconciliació Nacional en curs.
El Consell també va encomanar la missió de proporcionar protecció a les institucions federals de transició i ajudar-los a dur a terme les seves funcions de govern i seguretat per a una infraestructura clau; ajudar amb la implementació del Pla Nacional de Seguretat i Estabilització, en particular el restabliment i la formació efectiva de les forces de seguretat inclusives de Somàlia; i contribuir a la creació de les condicions de seguretat necessàries per a la prestació d'assistència humanitària.
Acollint amb beneplàcit el Congrés Nacional de Reconciliació a iniciativa de les Institucions Federals de Transició i instant a totes les parts a participar en el procés polític, el Consell va subratllar la necessitat d'involucrar a tots els grups d'interès, inclosos tots els líders polítics, clans i religiosos, i representants de la societat civil, com ara grups de dones. Va insistir també en la necessitat que les institucions àmplies i representatives arribessin a un procés polític global, tal com preveu la Carta Federal Transitòria de Somàlia, per consolidar l'estabilitat, la pau i la reconciliació al país i garantir la màxima efectivitat possible de l'assistència internacional.